# Chenou
Chenou település Franciaországban, Seine-et-Marne megyében. Lakosainak száma 295 fő (2022. január 1.). Chenou Bougligny, Château-Landon, Maisoncelles-en-Gâtinais és Mondreville községekkel határos.

## Népesség
A település népességének változása:
| Lakosok száma | 314  | 309  | 316  | 327  | 320  | 312  | 305  | 301  | 295  |
|               | 2013 | 2015 | 2016 | 2017 | 2018 | 2019 | 2020 | 2021 | 2022 |